# 克容崩县
克容崩县是越南多乐省下辖的一个县。

## 地理
克容崩县北接克容帕县和亚嘎县，南接勒县和林同省乐阳县，西接格昆县和克容阿纳县，东接姆德拉县和庆和省庆永县。

## 历史
2002年12月31日，亚德鲁社析置杨热社。
2024年9月28日，越南国会常务委员会通过决议，自2024年11月1日起，和新社并入和城社。

## 行政区划
克容崩县下辖1市镇12社，县莅克容克马市镇。
- 克容克马市镇（Thị trấn Krông Kmar）
- 格热然社（Xã Cư Đrăm）
- 格克迪社（Xã Cư Kty）
- 格贝社（Xã Cư Pui）
- 让冈社（Xã Dang Kang）
- 亚德鲁社（Xã Ea Trul）
- 和礼社（Xã Hòa Lễ）
- 和丰社（Xã Hòa Phong）
- 和山社（Xã Hòa Sơn）
- 和城社（Xã Hòa Thành）
- 圭玉田社（Xã Khuê Ngọc Điền）
- 杨毛社（Xã Yang Mao）
- 杨热社（Xã Yang Reh）